# Skär myrkottskaktus
Skär myrkottskaktus (Ariocarpus agavoides) är en suckulent växt inom släktet Ariocarpus och familjen kaktusväxter.